# Cricket dans le monde
Le Cricket se pratique en compétition dans 101 nations si l'on se réfère au nombre de nations membres de l'International Cricket Council.

## Statuts
Les nations qui pratiquent le cricket ont des statuts différents auprès de l'ICC selon les types de matchs et les compétitions internationales auxquels elles ont accès.
Il y a ainsi 10 full members qui peuvent jouer des test-matchs, 33 membres associés et 58 membres affiliés.

## Membres de plein droit de l'ICC
| Membre                       | Fédération nationale                  | Équipe nationale   | Principales compétitions                         |
| ---------------------------- | ------------------------------------- | ------------------ | ------------------------------------------------ |
| Afghanistan                  | Afghanistan Cricket Board             | Afghanistan        |                                                  |
| Afrique du Sud               | Cricket South Africa                  | Afrique du Sud     |                                                  |
| Angleterre et pays de Galles | England and Wales Cricket Board       | Angleterre         | County Championship, National League             |
| Australie                    | Cricket Australia                     | Australie          | Sheffield Shield, One Day Cup, Twenty20 Big Bash |
| Bangladesh                   | Bangladesh Cricket Board              | Bangladesh         | Bangladesh Premier League (BPL) (en)             |
| Inde                         | Board of Control for Cricket in India | Inde               | Indian Premier League                            |
| Irlande (île)                | Irlande Cricket                       | Irlande            |                                                  |
| Indes occidentales           | West Indies Cricket Board             | Indes occidentales |                                                  |
| Nouvelle-Zélande             | New Zealand Cricket (en)              | Nouvelle-Zélande   | State Championship, State Shield                 |
| Pakistan                     | Pakistan Cricket Board                | Pakistan           |                                                  |
| Sri Lanka                    | Sri Lanka Cricket                     | Sri Lanka          |                                                  |
| Zimbabwe                     | Zimbabwe Cricket                      | Zimbabwe           |                                                  |

## Membres associés de l'ICC
Les membres associés sont les pays dans lesquels le cricket est solidement implanté et organisé. Cependant ces nations n'ont pas le niveau requis pour accéder au statut de test, hormis peut-être le Kenya dont l'accès à ce statut a déjà été récemment évoqué.
Parmi ces équipes, six sont habilitées à jouer des ODI : les Bermudes, le Canada, l'Écosse, l'Irlande, le Kenya, les Pays-Bas. Ces six nations ainsi que les Émirats arabes unis ont déjà réussi à se qualifier pour une Coupe du monde si l'on tient compte de l'édition 2007.
Pour ces équipes, l'habilitation à jouer des ODI dépend des résultats obtenus lors de l'ICC Trophy, qui a lieu tous les quatre ans et est également qualificatif pour la Coupe du monde.

### Europe
| Pays      | Fédération nationale                 | Équipe nationale               | Championnat national |
| Allemagne | Deutscher Cricket Bund               | Équipe d'Allemagne de cricket  | Championnat          |
| Belgique  | Belgian Cricket Federation           | Équipe de Belgique de cricket  | Championnat          |
| Danemark  | Dansk Cricket Forbund                | Équipe du Danemark de cricket  | Championnat          |
| Écosse    | Cricket Scotland                     | Équipe d'Écosse de cricket     | Championnat          |
| France    | France Cricket                       | Équipe de France de cricket    | Championnat          |
| Gibraltar | Gibraltar Cricket Association        | Équipe de Gibraltar de cricket | Championnat          |
| Irlande   | Cricket Ireland                      | Équipe d'Irlande de cricket    | Championnat          |
| Israël    | Israel Cricket Association           | Équipe d'Israël de cricket     | Championnat          |
| Italie    | Federazione Cricket Italiana         | Équipe d'Italie de cricket     | Championnat          |
| Jersey    |                                      | Équipe de Jersey de cricket    |                      |
| Pays-Bas  | Koninklijke Nederlandse Cricket Bond | Équipe des Pays-Bas de cricket | Championnat          |

### Amérique
| Pays         | Fédération nationale                         | Équipe nationale                    | Championnat national |
| Argentine    | Asociacion de Cricket Argentino              | Équipe d'Argentine de cricket       | Championnat          |
| Bermudes     | Bermuda Cricket Board                        | Équipe des Bermudes de cricket      | Championnat          |
| Canada       | Canadian Cricket Association                 | Équipe du Canada de cricket         | Championnat          |
| États-Unis   | United States of America Cricket Association | Équipe des États-Unis de cricket    | Championnat          |
| Îles Caïmans | Cayman Islands Cricket Association           | Équipe des Îles Caïmanes de cricket | Championnat          |

### Asie
| Pays                | Fédération nationale | Équipe nationale                          | Championnat national |
| Émirats arabes unis | Fédération           | Équipe des Émirats arabes unis de cricket | Championnat          |
| Hong Kong           | Fédération           | Équipe de Hong Kong de cricket            | Championnat          |
| Japon               | Fédération           | Équipe de Japon de cricket                | Championnat          |
| Koweït              | Fédération           | Équipe du Koweit de cricket               | Championnat          |
| Malaisie            | Fédération           | Équipe de Malaisie de cricket             | Championnat          |
| Népal               | Fédération           | Équipe du Népal de cricket                | Championnat          |
| Singapour           | Fédération           | Équipe de Singapour de cricket            | Championnat          |
| Thaïlande           | Fédération           | Équipe de Thaïlande de cricket            | Championnat          |

### Afrique
| Pays     | Fédération nationale | Équipe nationale              | Championnat national |
| Botswana | Fédération           | Équipe du Botswana de cricket | Championnat          |
| Cameroun | Fédération           | Équipe du Cameroun de cricket | Championnat          |
| Kenya    | Fédération           | Équipe du Kenya de cricket    | Championnat          |
| Namibie  | Fédération           | Équipe de Namibie de cricket  | Championnat          |
| Nigeria  | Fédération           | Équipe du Nigeria de cricket  | Championnat          |
| Ouganda  | Fédération           | Équipe d'Ouganda de cricket   | Championnat          |
| Tanzanie | Fédération           | Équipe de Tanzanie de cricket | Championnat          |
| Zambie   | Fédération           | Équipe de Zambie de cricket   | Championnat          |
| Maroc    | Fédération           | Équipe Marocaine de cricket   | Championnat          |

### Océanie
| Membre                    | Fédération nationale                      | Équipe nationale          | Principales compétitions |
| ------------------------- | ----------------------------------------- | ------------------------- | ------------------------ |
| Fidji                     | Fiji Cricket Association                  | Fidji                     |                          |
| Papouasie-Nouvelle-Guinée | Papua New Guinea Cricket Board of Control | Papouasie-Nouvelle-Guinée |                          |

## Membres affiliés à l'ICC(58)
Ce sont les pays pour lesquels l'ICC reconnaît que le cricket y est pratiqué en fonction des règles  officielles.

### Europe
| Pays               | Fédération nationale                  | Équipe nationale | Championnat national |
| Autriche           | Austrian Cricket Association          |                  |                      |
| Chypre             | Cyprus Cricket Association            |                  |                      |
| Croatie            | Croatia Cricket Board                 |                  |                      |
| Espagne            | Asociacion Española de Cricket        |                  |                      |
| Finlande           | Finnish Cricket Association           |                  |                      |
| Grèce              | Hellenic Cricket Federation           |                  |                      |
| Guernesey          | Guernsey Cricket Association          |                  |                      |
| Île de Man         |                                       |                  |                      |
| Luxembourg         | Fédération Luxembourgeoise de Cricket |                  |                      |
| Malte              |                                       |                  |                      |
| Norvège            | Norwegian Cricket Board               |                  |                      |
| Portugal           | Federacao Portuguesa de Cricket       |                  |                      |
| République tchèque |                                       |                  |                      |
| Suède              | Swedish Cricket Federation            |                  |                      |
| Suisse             | Swiss Cricket Association             |                  |                      |

### Amérique
| Pays                    | Fédération nationale                | Équipe nationale | Championnat national |
| Bahamas                 |                                     |                  |                      |
| Belize                  | Belize National Cricket Association |                  |                      |
| Brésil                  | Associaçao Brasileira de Cricket    |                  |                      |
| Chili                   | Asociacion Chilena de Cricket       |                  |                      |
| Costa Rica              |                                     |                  |                      |
| Cuba                    | Cuban Cricket Commission            |                  |                      |
| Îles Turques-et-Caïques |                                     |                  |                      |
| Mexique                 |                                     |                  |                      |
| Panama                  |                                     |                  |                      |
| Suriname                |                                     |                  |                      |

### Asie
| Pays            | Fédération nationale              | Équipe nationale | Championnat national |
| Afghanistan     | Afghanistan Cricket Federation    |                  |                      |
| Arabie saoudite | Saudi Cricket Centre              |                  |                      |
| Bahreïn         | Bahrain Cricket Association       |                  |                      |
| Bhoutan         |                                   |                  |                      |
| Brunei          |                                   |                  |                      |
| Chine           |                                   |                  |                      |
| Corée du Sud    |                                   |                  |                      |
| Indonésie       |                                   |                  |                      |
| Iran            | Iranian Cricket Federation        |                  |                      |
| Maldives        | Cricket Control Board of Maldives |                  |                      |
| Oman            | Oman Cricket Board                |                  |                      |
| Qatar           | Qatar Cricket Association         |                  |                      |

### Asie de l'Est / Pacifique
| Pays ou territoire | Fédération                              | Équipe nationale |
| ------------------ | --------------------------------------- | ---------------- |
| Corée du Sud       | Korea Cricket Association               | Équipe nationale |
| Îles Cook          | Cook Islands Cricket                    | Équipe nationale |
| Indonésie          | Cricket Indonesia                       | Équipe nationale |
| Philippines        | Philippines Cricket Association         | Équipe nationale |
| Samoa              | Samoa International Cricket Association | Équipe nationale |
| Tonga              | Tongan Cricket Association              | Équipe nationale |

## Autres
Le cricket est également pratiqué en Nouvelle-Calédonie